# Vinaninoro Andrefana
Vinaninoro Andrefana est une commune rurale malgache dans le district de Lalangina, dans la partie centrale de la région Haute Matsiatra.